# Tangut-Qiang jezici
Tangut-Qiang jezici, skupina od (15) tibetsko-burmanskih jezika raširenih na području Kine. Sastoji se od dvije uže podskupine: 
a. Qiang (11) Kina: ersu, guiqiong, muya, namuyi, pumi (sjeverni i južni), qiang (sjeverni i južni), queyu, shixing, zhaba.
b. rGyarong (4) Kina: guanyinqiao, horpa, jiarong, shangzhai

## Vanjske poveznice
- Ethnologue (14th)
- Ethnologue (15th)